# George Herbert Scott
George Herbert Scott, Lucky Breeze Scott CBE AFC (* 25. Mai 1888 in Lewisham, London; † 5. Oktober 1930 bei Allonne (Oise) in Nordfrankreich) war ein britischer Flugpionier, Luftschiffpilot und Ingenieur. Als Major des Royal Naval Air Service und der Royal Air Force absolvierte er mit dem Luftschiff R34 die erste Nonstopflug-Atlantiküberquerung mit einem Luftschiff.

## Leben

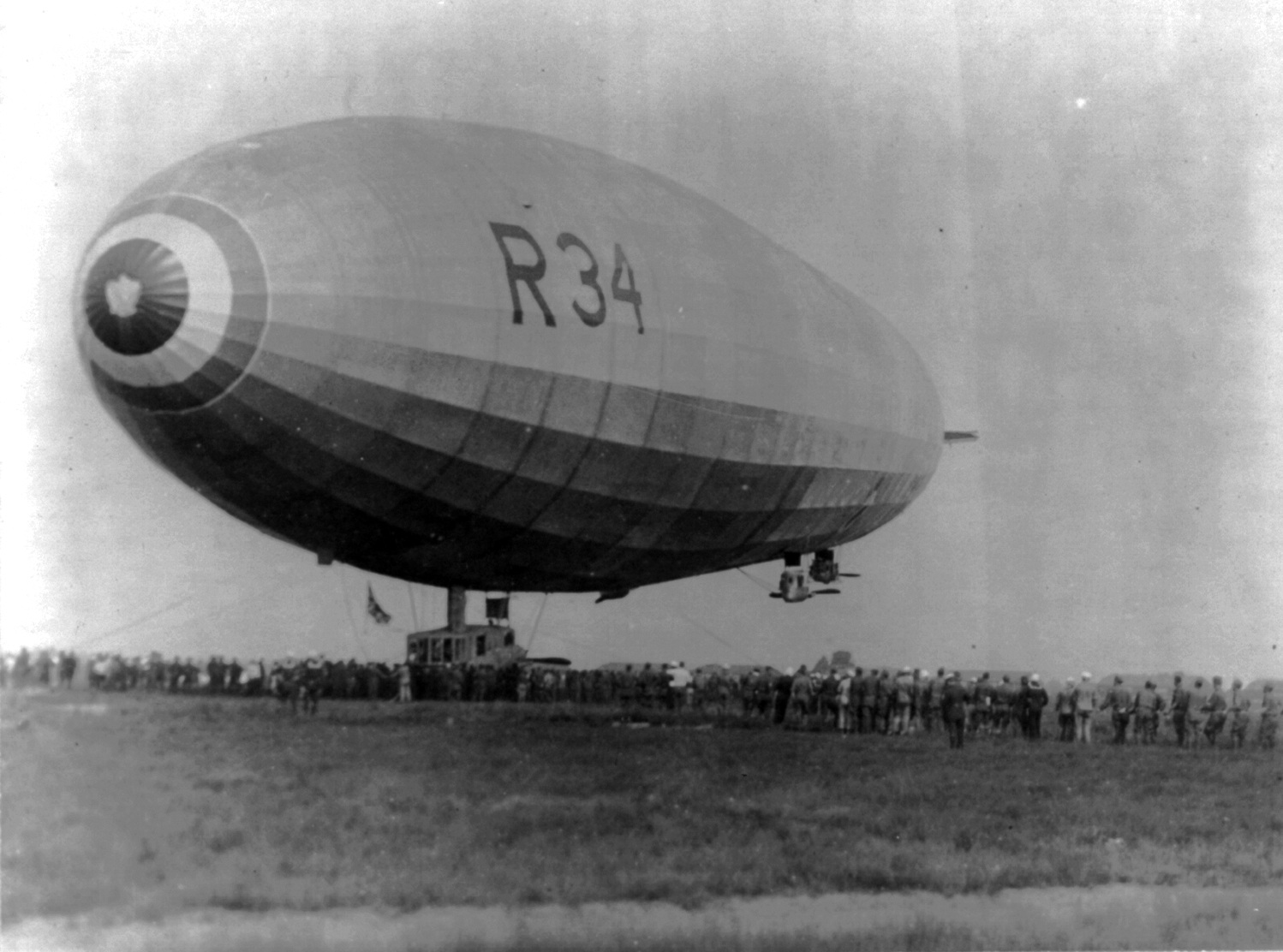
R34 in Mineola, Long Island, N.Y.

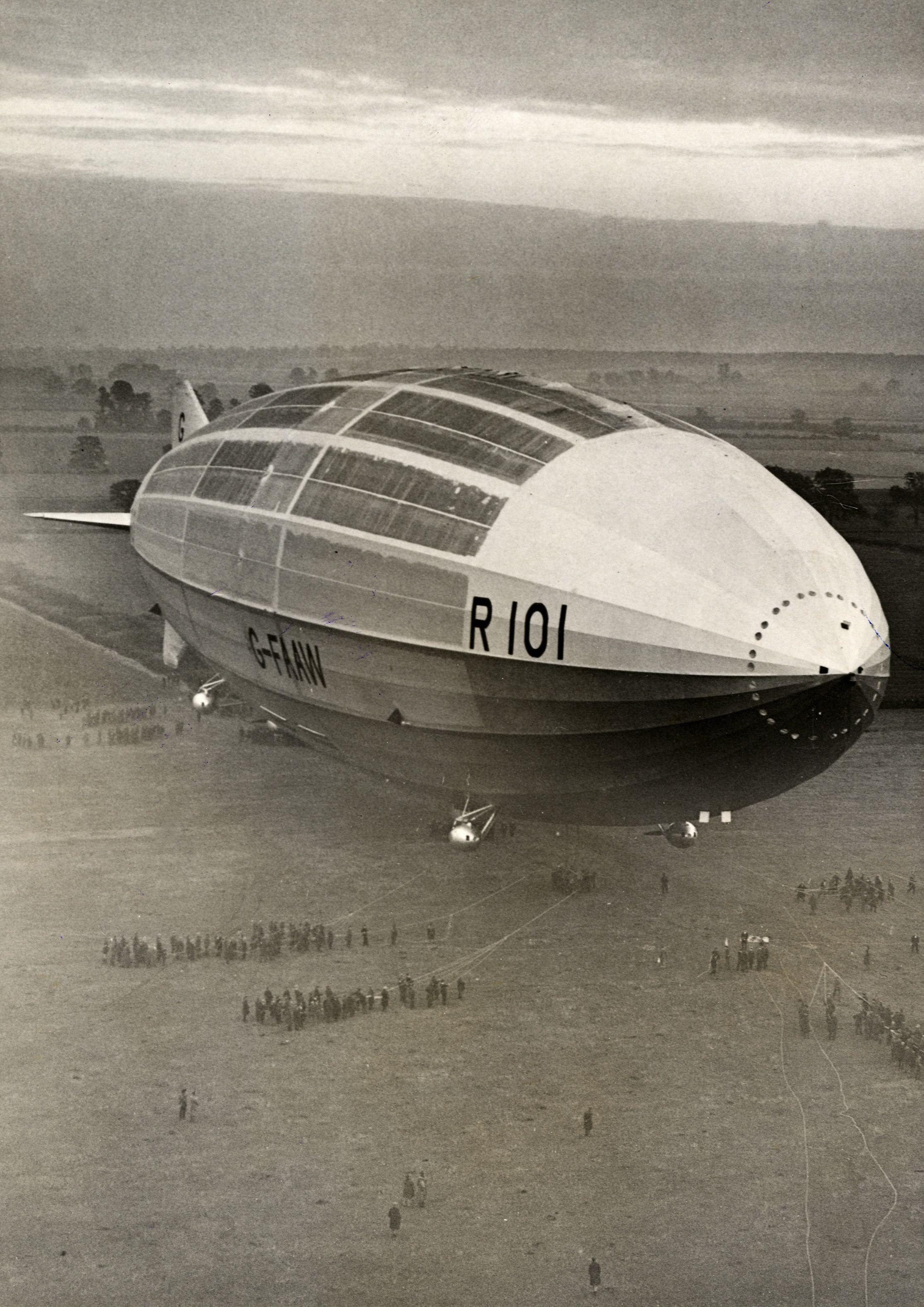
Die R101

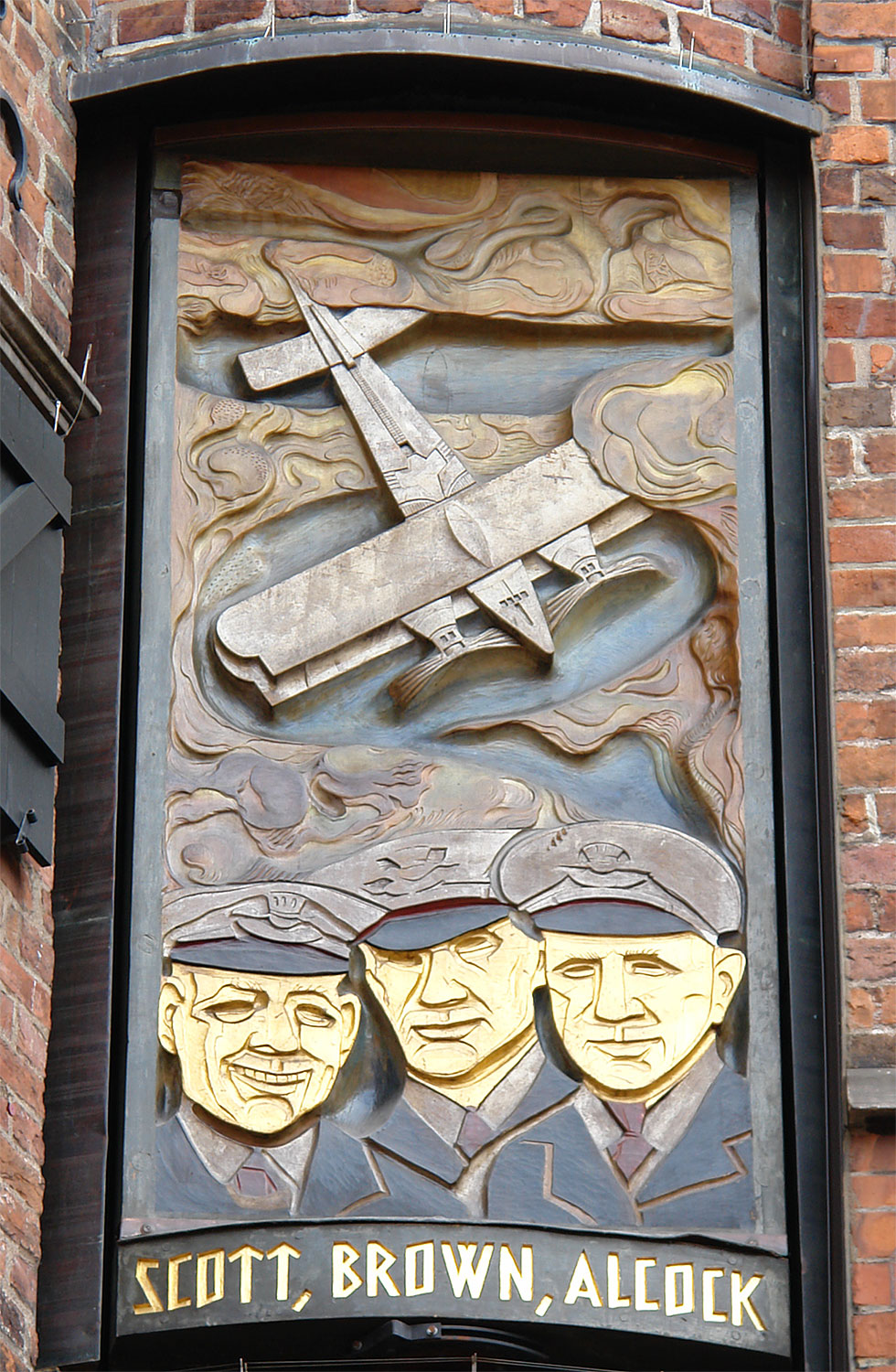
Figurentafel von Hoetger am Haus des Glockenspiels in Bremen

### Familie, Ausbildung und Beruf
Scott war der älteste Sohn des Ingenieurs George Hal Scott. Er besuchte die Schule in Plymouth, die Richmond Schule in North Yorkshire und das Royal Naval Engineering College in Plymouth-Keyham zur Ausbildung eines Marineingenieurs.
Scott trat 1914 in den Royal Naval Air Service ein. Er wurde Flying Officer (Oberleutnant) der Flieger und fuhr ab 1914 ein Parseval-Luftschiff von 1913. Anschließend erhielt er das Kommando über die RAF-Station Anglesey. Im April 1917 wurde er in der RAF Station in Howden in Yorkshire Kapitän des ersten Starrluftschiffs Nr. 9r. Er fuhr dann das gleiche Schiff bei der RAF Station Cranwell in Lincolnshire und der RAF-Station Pulham in Norfolk. Im April 1918 wurde er zum Major befördert.

### Erste Atlantikfahrt
Am 2. Juli 1919 startete unter dem Kommando von Scott in East Fortune in East Lothian/Schottland zur ersten Nonstop-Atlantiküberquerung eines Starrluftschiffes die R34. Das Luftschiff erreichte Mineola/New York (Long Island) am 6. Juli 1919. Die Hinfahrt dauerte 108 Stunden und 12 Minuten. Die Rückfahrt nach Norfolk in England begann am 9. Juli 1919 und dauerte aufgrund der Windbedingungen nur 75 Stunden und 3 Minuten. Es waren 33 Personen an Bord. Erst 1924 querte die Zeppelin LZ 126 als nächstes Luftschiff den Atlantik.

### Luftfahrtpionier und Ingenieur
1919 beendete Scott seinen Militärdienst und er wurde 1920 technischer Mitarbeiter der Royal Airship Works in Cardington in Bedfordshire. Bei Pulham erforschte er als Chefingenieur u. a. Luftschiff-Ankerplätze und ihre ersten hohen Masten, die bis 37 Meter hoch waren. Er hat mit dem Konstrukteur Vincent Richmond zur Gestaltung der Verkehrsluftschiffe beigetragen, so auch zum Bau von R100 und R101 sowie der R36 bei Hochgeschwindigkeitsversuchen.

### Absturz und Tod
Nach einer erfolgreichen R100-Reise nach Kanada, wandte sich die Aufmerksamkeit auf einen Flug der R101 nach Indien. Eine erforderliche Verlängerung des Luftschiffs wurde 1930 fertiggestellt.
Ein Testflug vor der Reise nach Indien begann am Abend des 1. Oktober und sollte 16 Stunden dauern. Der R101-Flug fand mit Scott und 53 andere Menschen an Bord statt. Über Nordfrankreich waren jedoch stürmische Bedingungen. Über Allonne, Oise in der Nähe von Beauvais geriet R101 in der Nacht vom 4. zum 5. Oktober 1930 durch Gasverluste in Brand. Scott und 45 Andere wurden sofort getötet, zwei weitere starben an ihren Verletzungen; es gab nur sechs Überlebende. Unter den Toten war auch der damalige britische Luftfahrtminister Lord Thomson und der Konstrukteur des Luftschiffes Vincent Richmond. Beim Staatsbegräbnis der Opfer waren auch Hugo Eckener und Hans von Schiller als Vertreter der deutschen Luftschiffer anwesend.
Das Dictionary of National Biography beschrieb ihn „ohne Zweifel als wichtigsten britischen Luftschiff-Kommandant seiner Zeit“. Er wurde aber auch kritisiert, u. a. von Peter Masefield, bei dem letzten Flug der R101 die Gefahr des Sturmes unterschätzt zu haben.
Scott war verheiratet, das Paar hatte vier Kinder. Er liegt mit den anderen Opfern in einem gemeinsamen Grab auf dem Friedhof von St. Mary the Virgin in Cardington.

### Ehrungen
- Order of the British Empire
- Air Force Cross (AFC)
- In Bremen in der Böttcherstraße werden am Haus des Glockenspiels zu einem Glockenspiel zehn rotierende Holztafeln bekannter Ozeanbezwinger dargestellt, so auch Scott zusammen mit den Briten  Arthur Whitten Brown und John Alcock, die 1919 den ersten Nonstopflug über den Atlantik durchführten.